# Parenteral nutrition

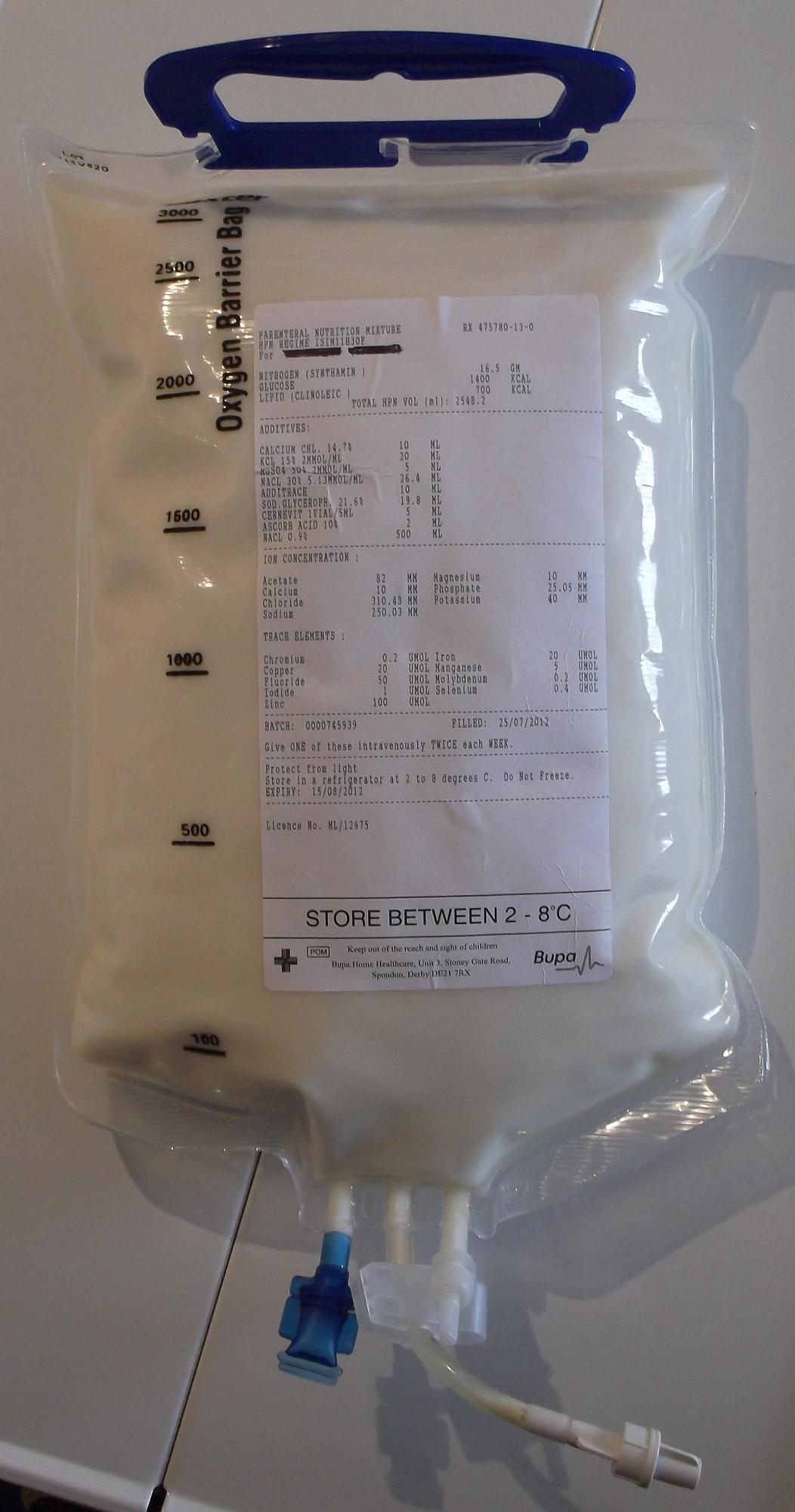
Parenteral nutritionslösning är ofta vitfärgad

Parenteral nutrition (PN) innebär att vätska och näring ges intravenöst (via blodbanan). Parenteral betyder bokstavligen "utanför tarmkanalen".
Om patienten får i sig mer än 75 % av sitt näringsintag via blodbanan kallas det för Total parenteral nutrition (TPN). När patienten får i sig en större andel näring enteralt (genom normalt ätande eller sondmatning), men parenteral nutrition behövs utöver detta, kallas den parenterla nutritionsbehandlingen för partiell parenteral nutrition eller stödjande parenteral nutrition. Om patientens tillstånd medger det är det fördelaktigt att denne äter normalt eller får sondmat, även om vederbörande behöver TPN. Detta är fördelaktigt eftersom näringstillförsel via mag-tarmkanalen stimulerar tarmslemhinnan, minskar risk för infektion i tarmen, bevarar och/eller återställer tarmens peristaltik (muskelrörlighet), förhindrar atrofi (förtvining) av tarmen och stimulerar tarmfloran (tarmens hälsosamma bakterier). I vissa fall kan det dock vara kontraindicerat (riskfyllt) med enteral nutrition, till exempel vid tarmvred (ileus; totalt stopp i tarmen), medicinskt trauma, akut blödning i mag- och tarmkanalen eller cirkulationssvikt. Även etiska eller praktiska skäl - som kan finnas t.ex. vid vård i livets slutskede - kan göra att enteral nutrition inte är att föredra. I de fall då enteral nutrition är kontraindicerat kan istället parenteral nutrition ges som enda näringskälla. Det finns dock flera tillstånd då parenteral nutrition är kontraindicierat, såsom vid allergi mot någon av ämnena i näringslösningen, svår njursvikt utan möjlighet till dialys, cirkulationssvikt, lungödem, övervätskning eller inkompenserad hjärtsvikt.